# Велики Ловречан
Велики Ловречан је насељено место у саставу општине Цестица у Вараждинској жупанији, Хрватска. До територијалне реорганизације у Хрватској налазио се у саставу старе општине Вараждин.

## Становништво
На попису становништва 2011. године, Велики Ловречан је имао 337 становника.

## Попис1991.
На попису становништва 1991. године, насељено место Велики Ловречан је имало 393 становника, следећег националног састава:
| Попис 1991.‍  | Попис 1991.‍  | Попис 1991.‍ | Попис 1991.‍ | Попис 1991.‍ |
| ------------ | ------------ | ----------- | ----------- | ----------- |
|              |              |             |             |             |
| Хрвати       | Хрвати       |             | 358         | 91,09%      |
| Словенци     | Словенци     |             | 27          | 6,87%       |
| Срби         | Срби         |             | 2           | 0,50%       |
| Муслимани    | Муслимани    |             | 1           | 0,25%       |
| неопредељени | неопредељени |             | 1           | 0,25%       |
| непознато    | непознато    |             | 4           | 1,01%       |
| укупно: 393  |              |             |             |             |